# میرکو وتاوا
میرکو وتاوا (به آلمانی: Mirko Votava) بازیکن فوتبال و هافبک اهل آلمان است که از سال ۱۹۷۹ میلادی عضو تیم ملی فوتبال آلمان بوده‌است. وی در ۵ بازی ملی حضور داشته است و آخرین بازی ملی خود را در سال ۱۹۸۱ میلادی انجام داد. میرکو وتاوا در بازی‌های ملی‌اش گلی به ثمر نرساند.